# Pan Pacific Open 1987
Pan Pacific Open 1987 — жіночий тенісний турнір, що проходив на закритих кортах з килимовим покриттям Токійський палац спорту в Токіо (Японія). Належав до турнірів 4-ї категорії в рамках Туру WTA 1987. Відбувсь удванадцяте й тривав з 14 вересня до 20 вересня 1987 року. Перша сіяна Габріела Сабатіні здобула титул в одиночному розряді й отримала за це 50 тис. доларів США.

## Фінальна частина

### Одиночний розряд
Габріела Сабатіні —  Мануела Малеєва 6–4, 7–6(8–6)
- Для Сабатіні це був 1-й титул в одиночному розряді за сезон і третій - за кар'єру.

### Парний розряд
Енн Вайт /  Робін Вайт —  Катарина Малеєва /  Мануела Малеєва 4–6, 6–2, 7–6
- It was Енн Вайт's 2-й титул за сезон і 7-й — за кар'єру. Для Робін Вайт це був 2-й титул за сезон і 5-й — за кар'єру.